# Hemingway (Caroline du Sud)
Pour les articles homonymes, voir Hemingway (homonymie).
Hemingway est une ville située dans le comté de Williamsburg, dans l’État de Caroline du Sud, aux États-Unis. Lors du recensement de 2020, elle comptait 504 habitants.